# 라 아우로라 국제공항
라 아우로라 국제공항(영어: La Aurora International Airport, 스페인어: Aeropuerto Internacional La Aurora)은 과테말라 과테말라시티에 있는 공항으로 과테말라 시티 도심에서 남쪽으로 6km 떨어져 있는 곳에 위치해 있다.

## 개요
이 공항의 경우 문도마야 국제공항과 함께 과테말라의 2대 국제공항으로 2004년부터 대폭적인 현대화 확장 건설을 진행하여 2008년 1단계 공사를 마쳤다. 또한 기존에 있던 구 여객 터미널은 원래의 디자인을 살려 개조 확장하는 공사를 시작해 2007년에 공사가 마무리 되었다. 같은 해에 제트웨이 브리지(영어: jetway bridge)를 갖춘 새로운 게이트 7개와 500대를 수용할 수 있는 주차장도 신설했다. 중앙아메리카 지역에서 현대적 시설을 갖추고 있으며 가장 규모가 크다.

## 운항 노선
| 항공사              | 목적지 | 터미널      |
| ------------------- | --- | ----------- |
| 아에로멕시코 커넥트 | 멕시코시티, 타파                                                                                                 | 북부        |
| 아메리칸 항공       | 댈러스(포트워스), 마이애미                                                                                       | 북부        |
| 아비앙카 항공       | 시카고(오헤어), 플로레스, 로스앤젤레스, 마이애미, 산호세, 산페드로술라, 산살바도르, 테구시갈파 계절편 : 온타리오 | 중앙 & 북부 |
| 코파 항공           | 마나, 파나마시티, 산호세                                                                                         | 중앙 & 북부 |
| 델타 항공           | 애틀랜타, 로스앤젤레스, 뉴욕(JFK)                                                                                | 중앙        |
| 이베리아 항공       | 마드리드 | 중앙        |
| 인터제트            | 멕시코시티 | 중앙        |
| 스프링 항공         | 포트로더데일 | 중앙        |
| TAG 항공            | 코판, 플로레스, 로아탄                                                                                           | 리모토      |
| 유나이티드 항공     | 휴스턴(인터콘티넨털), 뉴욕(뉴어크), 워싱턴D.C.                                                                   | 북부        |

### 화물 노선
| 항공사                    | 목적지                                                                          |
| ------------------------- | ------------------------------------------------------------------------------- |
| ABX 에어                  | 과달라하라, 우아, 마이애미, 오하이오, 산호세                                    |
| 에어로루타 마야           | 코판, 팔렝케, 키리구아, 로아탄, 플로레스                                        |
| 아메리 제트 인터내셔널    | 마이애미                                                                        |
| DHL/DHL 아에로 에스프레소 | 마이애미, 파나마 시티                                                           |
| DHL 델 과테말라           | 멕시코시티, 마이애미, 파나마 시티, 산호세, 산페드로술라, 산살바도르, 테구치갈파 |
| 페덱스 익스프레스         | 멤피스                                                                          |
| 플로리다 웨스트 국제항공  | 마이애미                                                                        |
| LAN 카고                  | 마이애미                                                                        |
| 마스 에어                 | 멕시코 시티                                                                     |
| UPS 항공                  | 애틀랜타, 마이애미                                                              |